# Amaia Salamanca
Amaia Salamanca Urízar (Madrid, 1986. március 28. –) spanyol színésznő. Jelenleg az Antena 3 csatorna Gran Hotel című sorozatában alakítja az egyik főszereplő, Alicia Alarcón szerepét.

## Életrajz
1986. március 28-án született Madridban. Fiatalon modell pályára készült, szerepelt több reklámban is, valamint helyett kapott Antonio Romero egyik klipjében is.
Első tévés szereplése a La Sexta csatorna tinisorozatában, az SMS, sin miedo a soñar-ban kapta 2006-ban, s 187 epizódban alakította Paula szerepét. 2007-ben két epizód erejéig szerepelt a Magyarországon is vetített Balfék körzet című sorozatban.
2008-ban főszerepet kapott a Telecinco tévécsatorna Sin tetas no hay paraíso sorozatában. A sorozat hamar népszerűvé vált a fiatalok körében, s Amaia pedig nőideál lett sokak szemében, s népszerűsége töretlen növekedésnek indult. A sorozatban alakított szerepéért 2008-ban a Glamour magazin az év legjobb női színészének választotta.
Első filmes szerepét 2009-ben kapta, a Fuga de cerebros című vígjátékban játszotta a Mario Casas által alakított Emilio szerelmét. A film a 4. legnézettebb mozifilm volt 2009-ben, Spanyolországban. 2009-ben színházi szerepet is vállalt, a La marquesa de O című darabban szerepelt, melyet 2009 és 2010 között országszerte bemutattak.
2010-ben főszerepet kapott a Telecinco két részes tévéfilmjében, a Felipe y Letizia-ban. 2011-ben a Paranormal Xperience 3D című horrofilmben kapott főszerepet.
2011-ben újra sorozatban vállalt főszerepet Yon González-zel együtt az Antena 3 csatorna kosztümös sorozatában, a Gran Hotelben, ahol Alicia Alarcón szerepét alakítja.

## Szerepek

### Filmek
- Fuga de cerebros (2009)
- ¡Qué más quisiera yo! (2009)
- Tensión sexual no resuelta (2010)
- Felipe y Letizia (2010)
- Paranormal Xperience  3D (2011)
- ¡Atraco! (2012)

### Sorozatok
- SMS, Sin miedo a soñar (La Sexta), mint Paula (2006-2007)
- Balfék körzet (Antena 3), mint Cristina (2007)
- Sin tetas no hay paraíso (Telecinco), mint Catalina Marcos Ruiz (2008-2009)
- Gran Hotel (Antena 3), mint Alicia Alarcón (2011-)

## Magánélet
Baszk családból származik. Együtt élt korábban Álvaro de Benito énekessel, és Sergio Ramos labdarúgóval is, jelenlegi párja Rosauro Varo.
Kétszer is szerepelt a spanyol FHM férfimagazín címlapján, előbb 2007 februárjában, majd 2008 márciusában.